# Trastorno de excoriación
El trastorno de excoriación (en inglés, compulsive skin picking), también conocida como dermatilomanía, escoriaciones neuróticas, pellizcado cutáneo patológico, pellizcado cutáneo compulsivo o escoriación psicógena, es un trastorno del control de impulsos caracterizado por el impulso repetitivo de rascar, pellizcar o excoriar la propia piel, y que suele provocar lesiones. La investigación ha sugerido que la necesidad compulsiva de rascar es similar al trastorno obsesivo-compulsivo, pero otros argumentan que es más parecido a un trastorno de adicción. También se considera uno de los trastornos clasificados como conductas repetitivas orientadas o centradas en el cuerpo, en inglés Body-focused repetitive behavior (BFRB), junto con la tricotilomanía y la onicofagia. Las dos estrategias principales para el tratamiento de este trastorno son la intervención farmacológica y la conductual.
Los episodios de pellizcado de la piel a menudo son precedidos o acompañados por sentimientos de tensión o ansiedad. En esos momentos, hay una necesidad compulsiva de tomar, morder, o rasguñar una superficie o región del cuerpo, a menudo en el lugar donde se percibe un defecto de la piel.

## Signos y síntomas
La región más comúnmente elegida es el rostro, pero otros lugares frecuentes son brazos, piernas, espalda, encías, labios, hombros, cuero cabelludo, estómago, pecho y extremidades, como uñas y cutículas de manos y pies. La mayoría de afectados por dermatilomanía informa que tiene predilección por un área del cuerpo en el que centran su focalización, pero que a menudo trasladan el acto compulsivo a otras zonas del cuerpo para permitir que las otras áreas sanen. La frecuencia y duración del comportamiento compulsivo varía de un afectado a otro; algunos lo hacen brevemente varias veces al día, mientras que otros pueden realizar sesiones que pueden durar horas. La forma más común de pellizcarse es utilizando los dedos, aunque una minoría significativa de personas utilizan herramientas tales como pinzas o agujas.
Pellizcar la piel a menudo es resultado de alguna otra causa desencadenante. Algunos factores desencadenantes comunes pueden ser percibir irregularidades en la piel o albergar sentimientos negativos como ansiedad, estrés o de otro tipo.
Las complicaciones derivadas de la dermatilomanía incluyen: infecciones, daño tisular y septicemia. Los daños causados por los pellizcos puede ser tan severos que requieran un injerto de piel; y de forma severa puede causar abscesos epidérmicos. Los casos graves de dermatilomanía pueden causar lesiones potencialmente mortales.
La dermatilomanía puede causar sentimientos de vergüenza y culpa, y esto aumenta considerablemente el riesgo de autolesionarse. Los estudios han demostrado que los afectados por la dermatilomanía presentan ideación suicida (12%), intentos de suicidio (11,5%) y hospitalizaciones psiquiátricas (15%).

## Causas
Hay varias teorías diferentes sobre las causas del trastorno de excoriación, que tienen en cuenta factores biológicos y ambientales.
Una hipótesis común es que el trastorno de excoriación es a menudo un mecanismo de afrontamiento utilizado por la persona para lidiar con niveles elevados de agitación, aburrimiento, ansiedad o estrés, como respuesta inadecuada a estas situaciones. Esta hipótesis se sustenta en estudios de comportamiento llevados a cabo en personas con este tipo de trastorno de excoriación, que mantienen esta práctica por el refuerzo automático de la persona.

### Neurológicas

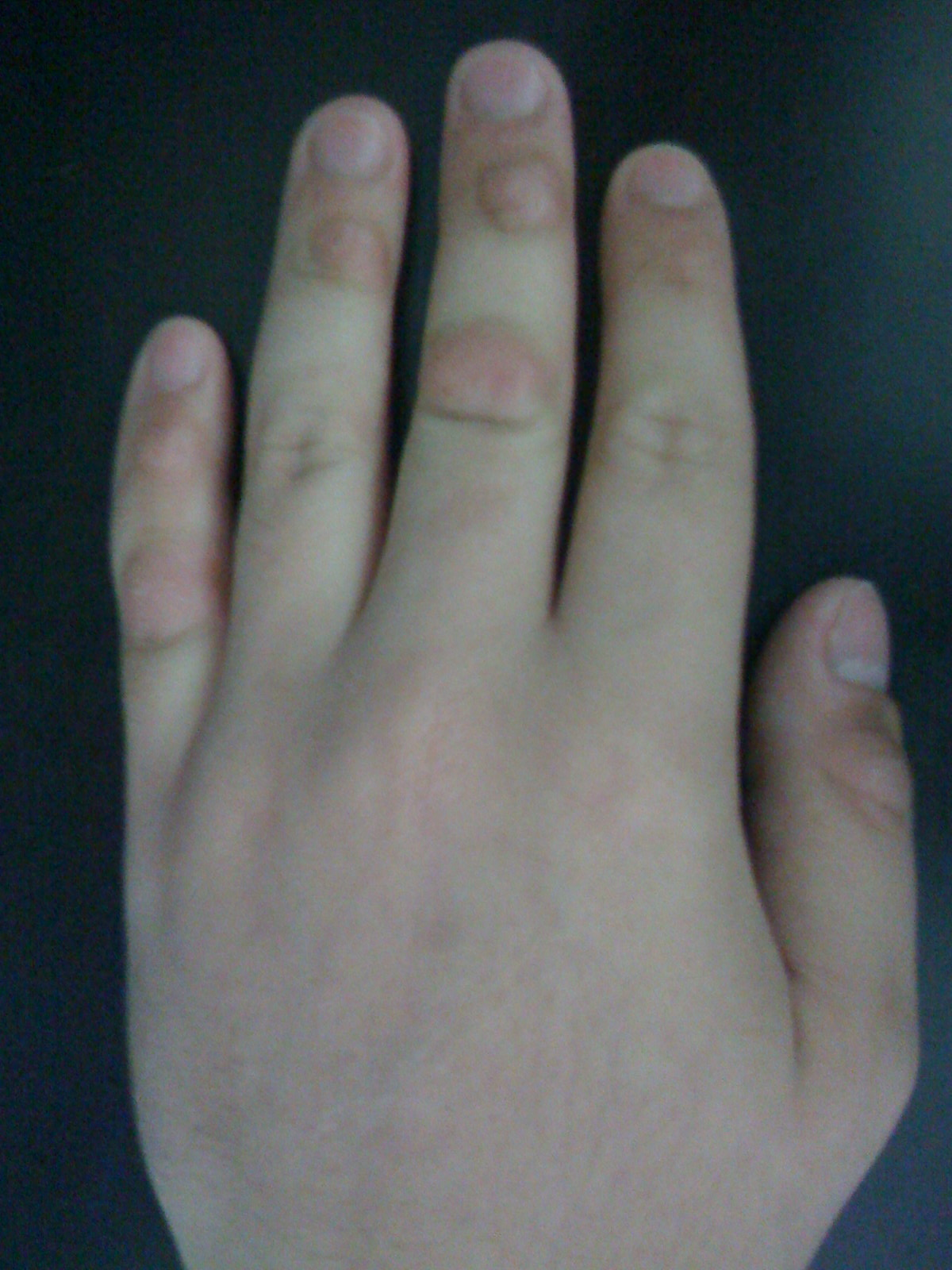
Fotografía de la mano de una persona que se muerde los nudillos de forma compulsiva, con una desfiguración potencialmente temporal de las articulaciones distales y proximales de los dedos medio y meñique.

Tenemos un conocimiento limitado sobre la neurobiología que conlleva este trastorno, y ha habido pocos estudios de neuroimagen en personas con trastorno de excoriación.
Las personas que sufren de trastorno de excoriación junto a otras afecciones, informan de diferentes motivos para rascarse la piel. Quienes también padecen TOC informan que se rascan la piel debido a una percepción de estar contaminadas, mientras que quienes también padecen TDC se rascan para corregir imperfecciones percibidas en la piel.
Ciertos estudios han demostrado una relación entre la dopamina y el impulso de autolesionarse la piel. Se ha demostrado que drogas como la cocaína y la metanfetamina, que aumentan los efectos farmacológicos de la dopamina, pueden causar en las personas que lo consumen un comportamiento incontrolable de autolesión. Estas drogas pueden crear una sensación de hormigueo, como si algo se arrastrara sobre o debajo de la piel. Por lo tanto, el trastorno de excoriación podría ser resultado de una disfunción en las funciones de recompensa de la dopamina.
Puede haber otra explicación neurológica para el trastorno de excoriación: las personas con la afección tienen menos control inhibitorio motor, pero no muestran signos de una diferencia en la flexibilidad cognitiva en comparación con las personas que no tienen esta afección. El control inhibitorio motor es una función del circuito frontoestriatal lateralizado derecho, que incluye las cortezas frontal inferior derecha y cingulada anterior bilateral. El deterioro del control inhibitorio motor es similar a las afecciones neurológicas de quienes tienen problemas para suprimir comportamientos inapropiados, y al menos un estudio ha sugerido que esto puede ser similar a los mecanismos del trastorno por consumo de sustancias.

### Componentes genéticos
Hay estudios que sugieren que los trastornos relacionados con autolesiones de la piel se deben a rasgos hereditarios o genes. Múltiples estudios pequeños han arrojado conclusiones similares relacionadas con la proteína DAP-3. Los investigadores han observado un acicalamiento excesivo en ratones tras la eliminación del gen DAP-3. Esta observación ha llevado a los investigadores a estudiar los efectos del gen DAP-3 en pacientes con tricotilomanía, un trastorno caracterizado por comportamientos similares al trastorno de excoriación, pero centrados en el propio vello corporal y el cabello. Este estudio reveló una relación significativa entre un polimorfismo de un solo nucleótido (SNP) dentro del gen DAP-3 y la tricotilomanía.

## Diagnóstico
Antes de la publicación del DSM-5 en 2013, ha habido controversia sobre la creación de una categoría separada en el DSM-5 para trastornos de excoriación. Dos de las principales razones de no incluir este trastorno en el DSM-5 son que el trastorno de excoriación puede ser simplemente un síntoma de un trastorno subyacente diferente, p. ej. TOC o TDC, o puede ser simplemente un mal hábito, y al permitir que este trastorno obtenga su propia categoría separada obligaría al DSM a incluir una amplia gama de malos hábitos como síndromes separados, como la onicofagia, hurgarse la nariz, arrancarse el pelo, etc. Stein ha argumentado que el trastorno de excoriación sí califica como un síndrome separado y debería clasificarse como su propia categoría porque:
- El trastorno de excoriación se presenta como el trastorno primario y no como un subconjunto de un trastorno más predominante.
- El trastorno de excoriación tiene características clínicas bien definidas.
- Se están recopilando datos sobre las características clínicas y los criterios diagnósticos de esta enfermedad.
- Hay datos suficientes para que el trastorno de excoriación tenga su propia categoría.
- Hay una tasa de incidencia de trastorno de excoriación alta entre la población.
- Ya se han propuesto criterios diagnósticos de la enfermedad.
- La clasificación del trastorno de excoriación como una afección separada contribuiría a tener mejores estudios y resultados en tratamientos.
- La clasificación como una enfermedad separada generaría mayor conciencia sobre el trastorno y alentaría a más personas a buscar tratamiento.[9]

En un estudio reciente se empleó una nueva escala para diagnosticar el trastorno de excoriación, cuyos resultados se publicaron en la Revista Internacional de Investigación Ambiental y Salud Pública en mayo de 2022. La escala se titula: Entrevista Diagnóstica para Problemas de Excoriación (DISP). La DISP está diseñada para confirmar los criterios diagnósticos del DSM-5, combinada con una entrevista clínica para determinar la frecuencia de la excoriación y las zonas corporales afectadas. Los resultados iniciales de los participantes del estudio (n = 120) muestran una confirmación clínica satisfactoria, con un 88 % de los participantes que cumplen los criterios del DSM-5. Además, los investigadores realizaron un periodo de validez de 5 meses para determinar la coherencia con la escala. Los datos indican que los profesionales sanitarios pueden esperar obtener datos coherentes con la aplicación de la escala, con un nivel de diagnóstico que va desde satisfactorio hasta perfecto.

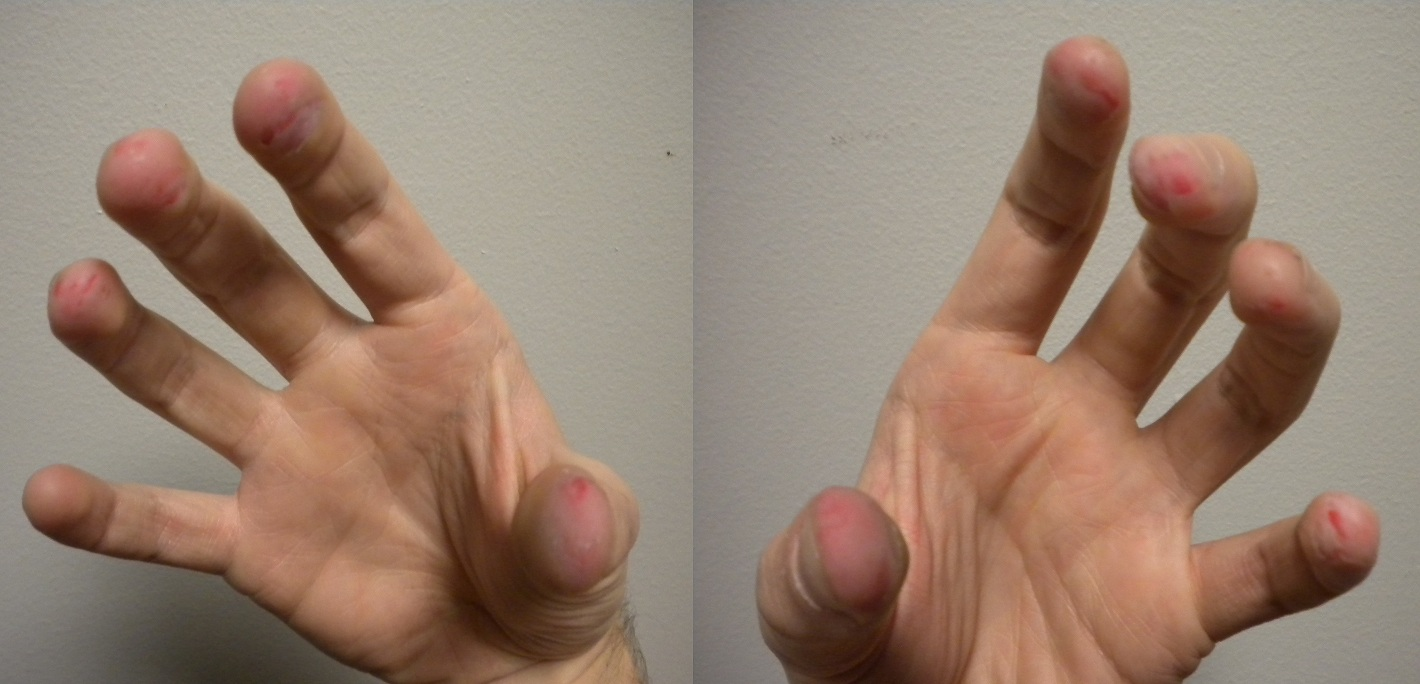
Dedos de una persona con trastorno de excoriación y dermatofagia compulsiva.

Sin embargo, una revisión de la literatura científica por Jenkins et al. sobre el trastorno de excoriación como una categoría separada en el DSM-5 concluyó que tal distinción requiere más evidencia. Debido a que el trastorno de excoriación se diferencia de otras afecciones y trastornos que causan pellizcarse la piel, cualquier diagnóstico de trastorno de excoriación debe tener en cuenta otras afecciones médicas como posibles causas antes de diagnosticar al paciente con trastorno de excoriación. Hay una variedad de afecciones que causan picazón y la necesidad de pellizcarse o rascarse la piel, incluyendo: dermatitis, psoriasis, diabetes, enfermedad hepática, enfermedad de Hodgkin, policitemia vera, lupus sistémico y síndrome de Prader-Willi.
Para comprender mejor el trastorno de excoriación, los investigadores han desarrollado diversas escalas para categorizar este comportamiento de autolesión de la piel. Estas incluyen la Escala de Impacto de la Autolesión de la Piel (SPIS) y el Inventario de Milwaukee para las Dimensiones de la Autolesión de la Piel en Adultos. La SPIS se creó para medir cómo afecta a la persona a nivel social, conductual y emocionalmente el trastorno de excoriación.
Desde la publicación del quinto Manual Diagnóstico y Estadístico de los Trastornos Mentales (DSM-5) en mayo de 2013, este trastorno se clasifica como una afección independiente dentro de los "Trastornos Obsesivo-Compulsivos y Afines" y se denomina "trastorno de excoriación (rascado de la piel)". El material diagnóstico es el siguiente:
1. Arrancar repetidamente la piel, lo que puede provocar lesiones.
2. Intentos recurrentes de dejar de autolesionarse de esta forma con constantes recaidas.
3. Este comportamiento provoca una cantidad sustancial de angustia y perjudica considerablemente el funcionamiento diario de la persona.
4. No hay causa fisiológica, de consumo de sustancias u otro trastorno médico que cause picor o necesidad de autolesionarse así.
5. El comportamiento no se puede atribuir con mayor precisión a otro trastorno mental.

### Clasificación
Desde el DSM-5 (2013), el trastorno de excoriación se clasifica como "L98.1 Trastorno de excoriación (dermatilomanía)" en la CIE-10 y ya no se clasifica como "Trastorno del control de impulsos" (f63).
El trastorno de excoriación se define como "dañarse de forma repetitiva y compulsiva de la piel, provocando daño del tejido".
Su nombre oficial fue "dermatilomanía" durante algún tiempo. Desde la publicación del DSM-5 en mayo de 2013, el trastorno de excoriación se clasifica como una afección independiente dentro de "Trastornos obsesivo-compulsivos y relacionados" y se denomina "trastorno de excoriación (autolesión de la piel)".

#### Similitudes con otras condiciones
La incapacidad de controlar el impulso compulsivo de dañarse la piel es similar al de arrancarse el pelo, es decir, la tricotilomanía. Los investigadores han observado las siguientes similitudes entre la tricotilomanía y el trastorno de excoriación: los síntomas son ritualistas pero no hay obsesiones precedentes; hay desencadenantes similares para las acciones compulsivas; ambas afecciones parecen desempeñar un papel en la modificación del nivel de excitación del sujeto; y la edad de inicio de ambas afecciones es similar. También hay un alto nivel de comorbilidad entre quienes tienen tricotilomanía y quienes tienen trastorno de excoriación. Una diferencia notable entre estas afecciones es que la excoriación parece darse más en mujeres, mientras que la tricotilomanía se distribuye de manera más uniforme entre los géneros. El acrónimo BFRB (trastornos de conducta repetitiva centrados en el cuerpo) se utiliza para caracterizar los comportamientos de excoriación y tricotilomanía. Un factor compartido es la autolesión continua como una sensación emocional o de recompensa. Esto implica la autolesión como distracción de pensamientos o emociones negativas o un comportamiento automático de autolesión. Esta autolesión automática se vuelve habitual y es una comorbilidad con el TDAH. En 2018, un nuevo estudio sobre el Síndrome de Tourette (ST), la tricotilomanía y la excoriación reveló la comorbilidad de los mismos trastornos. Los participantes fueron evaluados por personal clínico en clínicas que apoyaban a pacientes con Síndrome de Tourette. Esos pacientes luego completaron cuestionarios de autoinforme. Del número total de participantes con ST (n = 811), el 13% reveló un diagnóstico de tricotilomanía y excoriación. La importancia de los resultados se informó con la recomendación de detección en niños con un diagnóstico de ST, con el objetivo de ayudar a los médicos en la detección de tricotilomanía y excoriación o los factores de riesgo para ambos. Al igual que con la población adulta de mujeres, las niñas se ven más afectadas por la que los niños.
Las investigaciones también han sugerido que el trastorno de excoriación puede considerarse un tipo de TOC. El trastorno de excoriación y el TOC son similares, ya que ambos implican la repetición de conductas sin control y, además, ambos generalmente disminuyen la ansiedad.
Sin embargo, Odlaug y Grant han sugerido que el trastorno de excoriación es más similar al trastorno por consumo de sustancias que al TOC. Argumentan que el trastorno de excoriación se diferencia del TOC en los siguientes aspectos fundamentales:

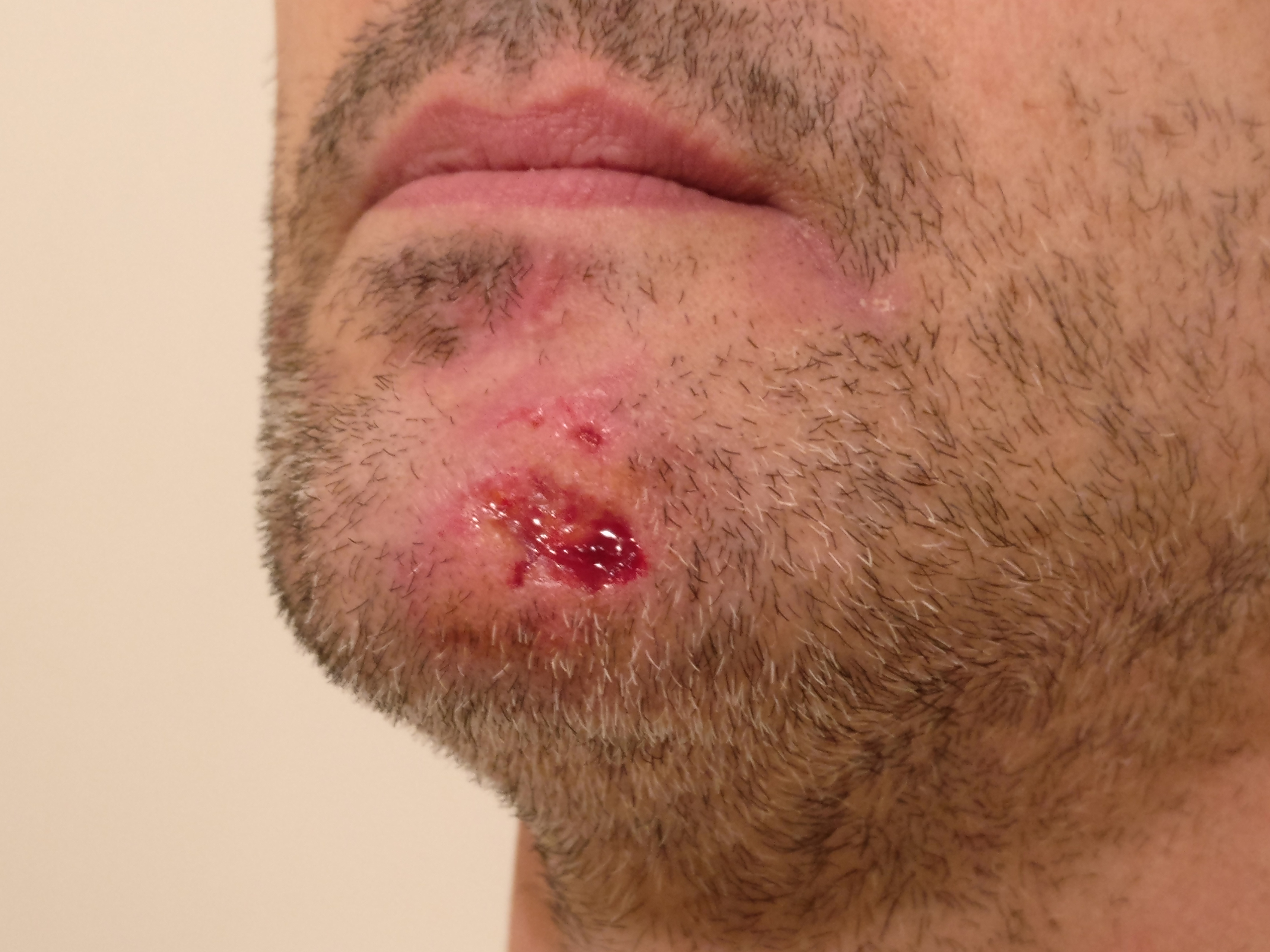
Barbilla de una persona que se autolesiona la cara compulsivamente con alicates y pinzas.

- Hay una proporción mucho mayor de mujeres con trastorno de excoriación.
- El trastorno de excoriación puede ser intrínsecamente placentero, mientras que el TOC no lo es.
- Los tratamientos que generalmente son efectivos para los pacientes con TOC (es decir, los ISRS y la terapia de exposición) no son tan exitosos en los pacientes con trastorno de excoriación.
- A diferencia del TOC, autolesionarse la piel rara vez está motivado por pensamientos obsesivos.

Odlaug y Grant han reconocido las siguientes similitudes entre personas con trastorno de excoriación y con adicciones:
- Compulsión a participar en el comportamiento negativo a pesar del conocimiento del daño.
- Falta de control sobre la conducta problemática.
- Fuerte impulso a seguir esta conducta antes de empezar con esta autolesión.
- Sensación de placer al realizar la conducta o una sensación de alivio o reducción de la ansiedad después de realizar la conducta.

Un estudio que ha respaldado la teoría de la adicción al autolesionarse informó de que el 79% de los pacientes con trastorno de excoriación reportaron una sensación placentera al autolesionarse de esta forma.
Odlaug y Grant también argumentan que el trastorno de excoriación podría tener diversas causas psicológicas, lo que explicaría por qué algunos pacientes parecen más propensos a presentar síntomas de TOC y otros, de adicción. Sugieren que tratar ciertos casos de excoriación como una adicción puede ser más efectivo que tratarlos como una forma de TOC.

## Tratamiento
El conocimiento sobre tratamientos efectivos para tratar el trastorno de excoriación es escaso, a pesar de su prevalencia. Existen dos tipos principales de terapia para el trastorno de excoriación: farmacológica y conductual. Para complementar estos enfoques, se puede utilizar la terapia de grupo o grupos de apoyo para ayudar a las personas a abstenerse de autolesionarse la piel. Entre ellos está el Programa de doce pasos basada en la abstinencia, de Obsessive Skin Pickers Anonymous (OSPA).
Las personas con trastorno de excoriación a menudo no buscan tratamiento para su afección, principalmente debido a sentimientos de vergüenza, aislamiento, desconocimiento o la creencia de que la afección no tiene cura. Un estudio reveló que solo el 45 % de las personas con trastorno de excoriación buscaron tratamiento, y solo el 19 % recibió tratamiento dermatológico. Otro estudio reveló que solo el 30 % de las personas con este trastorno habían buscado tratamiento.

### Terapia farmacológica
Existen varias clases diferentes de agentes farmacológicos con cierto respaldo para el tratamiento del trastorno de excoriación: ISRS, antagonistas opioides, agentes antiepilépticos; y agentes glutamatérgicos. Además de estos tipos de fármacos, también se han probado otros productos farmacológicos en ensayos pequeños.
Se han utilizado medicamentos antipsicóticos, ansiolíticos, antidepresivos y antiepilépticos para tratar la excoriación de la piel, con distintos grados de éxito.
Los ISRS han demostrado ser eficaces en el tratamiento del TOC, lo que sirve como argumento a favor de tratar el trastorno de excoriación con la misma terapia. Desafortunadamente, los estudios clínicos no han proporcionado resultados claros, porque no ha habido grandes ensayos dobles a ciegas controlados con placebo de la terapia con ISRS para el trastorno de excoriación. De hecho, en un metaanálisis de tratamientos farmacológicos de trastornos de excoriación, se informó de que los inhibidores selectivos de la recaptación de serotonina (ISRS) y la lamotrigina no fueron más eficaces que un placebo en sus efectos a largo plazo. Las revisiones del tratamiento del trastorno de excoriación han demostrado que los siguientes medicamentos pueden ser eficaces para reducir el comportamiento de autolesión de la piel: doxepina, clomipramina, naltrexona, pimozida y olanzapina. Pequeños estudios de fluoxetina, un ISRS, en el tratamiento del trastorno de excoriación mostraron que el fármaco redujo ciertos aspectos de la autolesión de la piel en comparación con un placebo, pero no se observó una remisión completa. Un pequeño estudio de pacientes con trastorno de excoriación tratados con citalopram, otro ISRS, mostró que aquellos que tomaron el fármaco redujeron significativamente sus puntuaciones en la Escala Obsesiva Compulsiva de Yale - Brown en comparación con un placebo, pero no observaron una disminución significativa en la escala visual-analógica de este tipo de autolesión.
Si bien no se han realizado estudios en humanos sobre antagonistas opioides para el tratamiento del trastorno de excoriación, sí se han realizado estudios que demuestran que estos productos pueden reducir la automasticación en perros con lamido acral, lo que algunos han propuesto como un buen modelo animal para el comportamiento repetitivo centrado en el cuerpo. Además, los informes de casos respaldan el uso de estos antagonistas opioides para tratar el trastorno de excoriación. Los antagonistas opioides funcionan afectando los circuitos de dopamina, disminuyendo así los efectos placenteros de este tipo de autolesión.

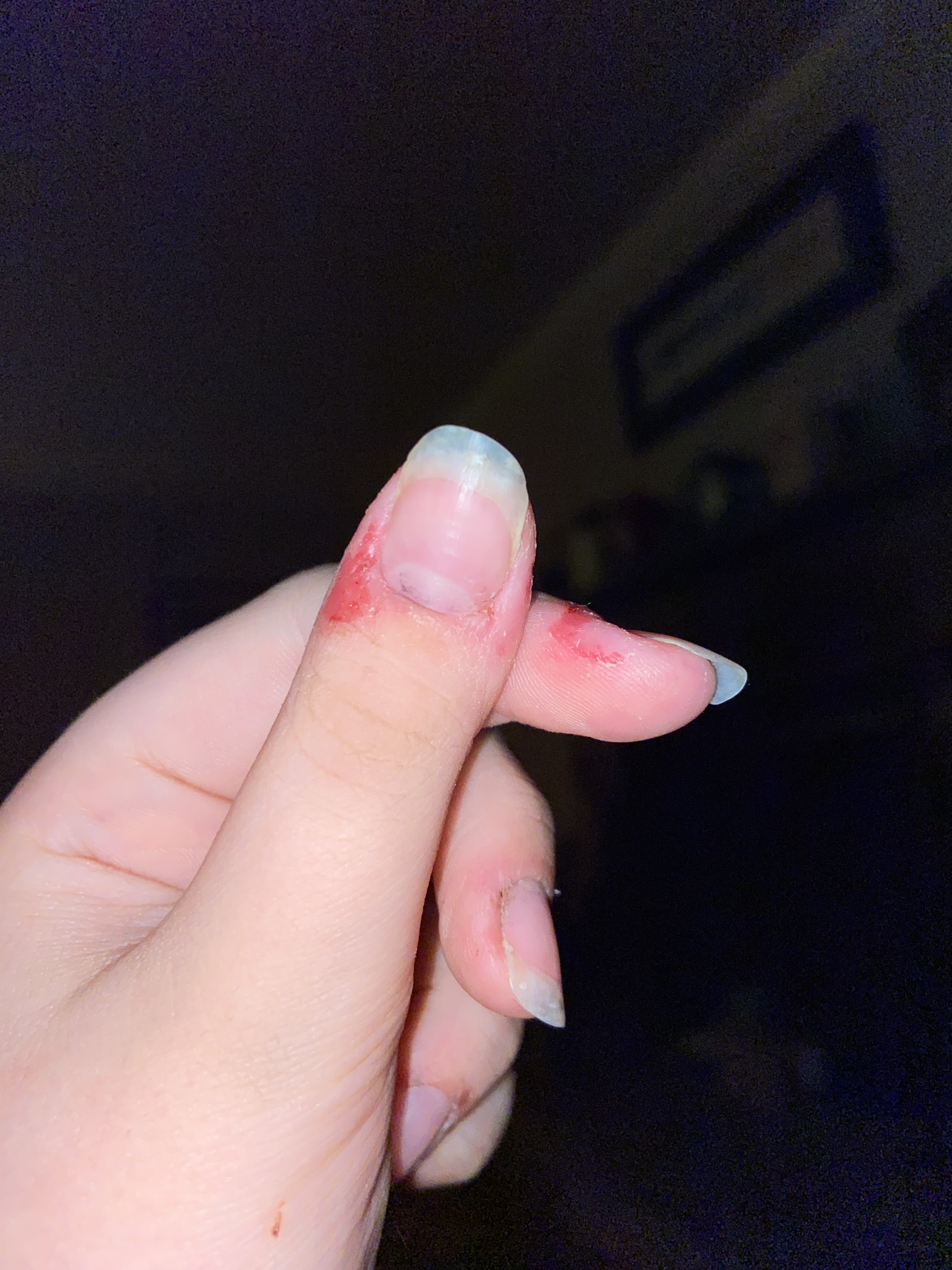
Mano de una persona que utiliza los dientes y unas pinzas para autolesionarse la piel. Esta persona también sufre de dermatofagia.

Otros posibles tratamientos farmacológicos son los agentes glutamatérgicos como la N-acetilcisteína (NAC). Estos productos han demostrado cierta capacidad de reducir otros comportamientos problemáticos, como la adicción a la cocaína y la tricotilomanía. Algunos estudios de caso y estudios a pequeña escala sobre NAC han mostrado una disminución de la excoriación en comparación con el uso de un placebo.
El trastorno de excoriación y la tricotilomanía también se han tratado con inositol.
El topiramato, un fármaco antiepiléptico, se ha utilizado para tratar el trastorno de excoriación. En un estudio de personas con Síndrome de Prader-Willi, se descubrió que reducía la irritación de la piel.

### Tratamiento psicológico
Los tratamientos de este tipo incluyen terapia cognitivo-conductual, terapia conductual de aceptación mejorada, y terapia de aceptación y compromiso (ACT).
Varios estudios han demostrado que el entrenamiento de reversión de hábitos asociado con el entrenamiento de consciencia reduce la autolesión de la piel en aquellas personas con trastorno de excoriación que no tienen problemas psicológicos. El entrenamiento de reversión de hábitos incluye la mejora de la consciencia y el entrenamiento de respuesta competitiva. Por ejemplo, en un estudio, el entrenamiento de respuesta competitiva requirió que los participantes cerraran el puño durante un minuto en lugar de autolesionarse o en respuesta a una situación que usualmente provoca el comportamiento de autolesión. En un estudio reciente de participantes (n = 113) diagnosticados con DE, menos del 50% de personas acudieron a una cita en Psiquiatría. En ausencia de datos longitudinales que sigan a pacientes con derivaciones psiquiátricas como resultado de DE, se sabe poco sobre las razones por las que los pacientes no acuden a la derivación o qué más se necesita para asegurar el acceso a la atención médica. En general, menos del 25% de los participantes en este estudio lograron resultados a largo plazo, lo que destaca la necesidad de un enfoque de equipo colaborativo para el tratamiento en varias disciplinas que incluya PCP, dermatología, psicología y psiquiatría según sea necesario.

### Discapacidades del desarrollo
Se han probado varias intervenciones conductuales diferentes para tratar el trastorno de excoriación en personas con discapacidades del desarrollo.
Un método es hacer que las personas usen algún tipo de ropa protectora que limite la capacidad del paciente de tocarse el cuerpo, por ejemplo, guantes o mascarilla.
Otros tratamientos conductuales intentan modificar la conducta ofreciendo diferentes incentivos. Con el Refuerzo Diferencial de Otras Conductas (DRO), se recompensa al paciente si logra abstenerse de la conducta de autolesión de la piel durante un tiempo determinado. A diferencia del RFC, el Refuerzo Diferencial de Conductas Incompatibles (DRI) recompensa al individuo por recurrir a un comportamiento alternativo que no puede ocurrir físicamente al mismo tiempo que la conducta problemática (p. ej., sentarse sobre las manos en lugar de autolesionarse la piel). Por último, el Refuerzo Diferencial de Conductas Alternativas recompensa una conducta que no es necesariamente incompatible con la conducta objetivo, pero que cumple la misma función que esta (p. ej., proporcionar a las personas una alternativa adecuada con la que ocupar su tiempo en lugar de pellizcarse la piel).
Se ha informado que todas estas técnicas han tenido cierto éxito en estudios pequeños, pero ninguna ha sido probada en poblaciones lo suficientemente grandes como para proporcionar evidencia definitiva de su eficacia.

### Respuesta inmediata
Pruebas tentativas sugieren que los dispositivos que proporcionan una respuesta inmediata cuando ocurre la actividad pueden resultar útiles.

## Pronóstico
Por lo general, las personas con trastorno de excoriación encuentran que este interfiere con su vida diaria. Afectadas por la vergüenza, la incomodidad y la humillación, pueden tomar medidas para ocultar su trastorno: no salir de casa, usar mangas largas y pantalones largos incluso en épocas de calor, o cubrir las lesiones visibles de la piel con cosméticos o vendajes. Sin tratamiento, el trastorno de excoriación puede durar entre 5 y 21 años. Sin embargo, muchos médicos consideran este trastorno como un diagnóstico permanente. Se ha documentado que la excoriación se manifiesta de forma activa desde su inicio en la infancia y permanece activa durante la edad adulta.

## Epidemiología

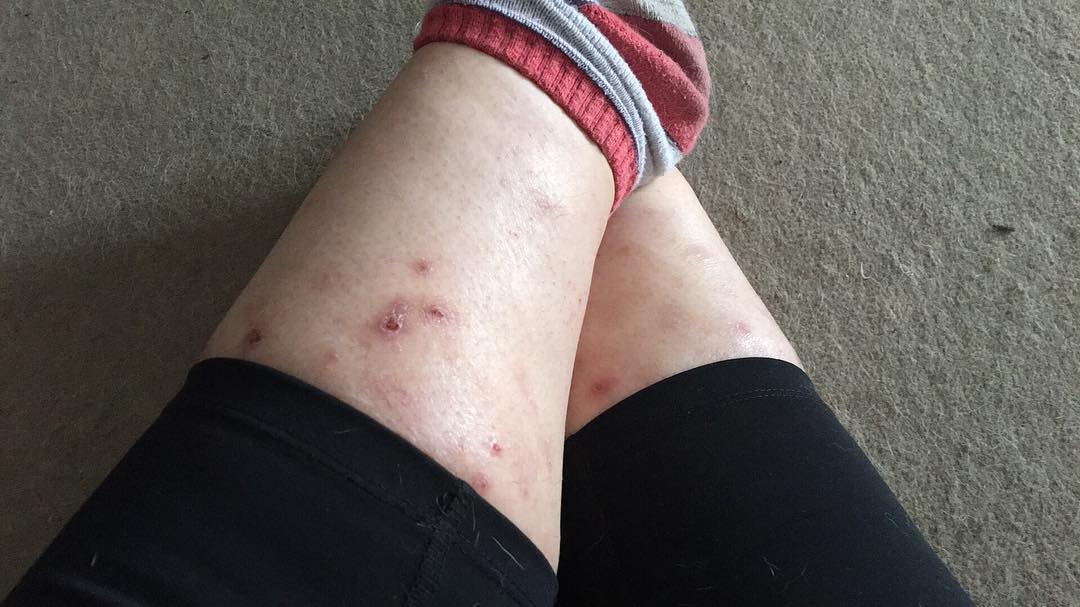
Piernas de una persona cuya piel comienza a sanar después de un episodio de autlesión en la piel causado por un trastorno de excoriación.

La prevalencia del trastorno de excoriación no se conoce por completo.
Las estimaciones de la prevalencia de la afección oscilan entre el 1,4 % y el 5,4 % en la población general. Una encuesta telefónica realizada en EE. UU. reveló que el 16,6 % de los encuestados se autolesionaba la piel hasta el punto de causar daños perceptibles en la misma y que el 1,4 % cumplía los requisitos para el diagnóstico del trastorno de excoriación. Otra encuesta comunitaria reveló una tasa del 5,4 % con este trastorno. Una encuesta a estudiantes universitarios reveló una tasa del 4 %. Un estudio reveló que, entre los adultos sin discapacidad, el 63 % de las personas se autolesionaba la piel de alguna forma y el 5,4 % lo hacía de forma grave. Por último, una encuesta a pacientes de dermatología reveló que el 2 % presentaba trastorno de excoriación.
En algunos pacientes, el trastorno de excoriación comienza con la aparición del acné en la adolescencia, pero la compulsión continúa incluso después de que el acné haya desaparecido. Las afecciones de la piel como la queratosis pilaris, la psoriasis y los eccemas también pueden provocar el comportamiento. En pacientes con acné, el acicalamiento de la piel es desproporcionado ante la gravedad del acné. Ciertos eventos estresantes, incluidos los conflictos maritales, las muertes de amigos o familiares y los embarazos no deseados, se han relacionado con la aparición de la afección. Si el trastorno de excoriación no inicia durante la adolescencia, otra edad común de aparición es entre los 30 y los 45 años. Además, se ha documentado que muchos casos de trastorno de excoriación comienzan en niños menores de 10 años. Una pequeña encuesta de pacientes con trastorno de excoriación encontró que el 47,5% de ellos tuvo un inicio temprano del trastorno de excoriación que comenzó antes de los 10 años. Los eventos traumáticos de la infancia pueden iniciar el comportamiento.
El trastorno de excoriación es estadísticamente más común en mujeres que en hombres.
El trastorno de excoriación tiene una alta tasa de comorbilidad con otras afecciones psiquiátricas, especialmente con trastornos del estado de ánimo y de ansiedad. Una encuesta de pacientes con trastorno de excoriación indicó que el 56,7% también tenía un trastorno del Eje I del DSM-IV y el 38% presentaba problemas de uso de sustancias. Los estudios han demostrado las siguientes tasas de afecciones psiquiátricas encontradas en pacientes con trastorno de excoriación: tricotilomanía (38,3%), trastorno por consumo de sustancias (38%), trastorno depresivo mayor (aproximadamente 31,7% a 58,1%), trastornos de ansiedad (aproximadamente 23% a 56%), trastorno obsesivo-compulsivo (aproximadamente 16,7% a 68%) y trastorno dismórfico corporal (aproximadamente 26,8% a 44,9%). También hay tasas más altas de trastorno de excoriación en pacientes en instalaciones psiquiátricas. Un estudio de pacientes psiquiátricos adolescentes hospitalizados encontró que el trastorno de excoriación estaba presente en el 11,8% de los pacientes.También está presente en tasas altas con algunas otras afecciones: el 44,9% de los pacientes con trastorno dismórfico corporal también tienen trastorno de excoriación; el 8,9% de los pacientes con TOC tienen trastorno de excoriación; y el 8,3% de los pacientes con tricotilomanía tienen trastorno de excoriación.
También es común que personas con ciertas discapacidades del desarrollo se pellizquen; por ejemplo, aquellas con Síndrome de Prader-Willi y Síndrome de Smith-Magenis. Estudios han demostrado que el 85 % de las personas con síndrome de Prader-Willi también se autolesiona la piel. Los niños con discapacidades del desarrollo también tienen un mayor riesgo de padecer trastorno de excoriación.
El trastorno de excoriación también se correlaciona con «impedimentos sociales, laborales y académicos, mayores problemas médicos y de salud mental (como ansiedad, depresión y trastorno obsesivo-compulsivo)... y carga financiera». El trastorno de excoriación también presenta un alto grado de comorbilidad con dificultades laborales y matrimoniales.
El consumo de sustancias suele estar presente, y las personas con trastorno de excoriación tienen el doble de probabilidades de tener familiares de primer grado con trastornos por consumo de sustancias que aquellos que no padecen esta afección.
Algunos casos de conductas repetitivas centradas en el cuerpo encontrados en gemelos idénticos también sugieren un factor hereditario.
En un estudio de excoriación de 2020 para identificar variables como: demografía, SES, estado civil y género, más del 75% de los participantes fueron identificados como mujeres, más del 45% de todos los participantes estaban desempleados y más del 60% tenían un estado civil que variaba desde solteros hasta divorciados o viudos. Dado que las mujeres representan el diagnóstico más que cualquier otro grupo, las investigaciones futuras deberían buscar descubrir razones por las que las mujeres se ven más afectadas por la excoriación y si la excoriación tiene una correlación con el estado civil o la felicidad en la vida.

## Historia
En 1875, el dermatólogo inglés Erasmus Wilson introdujo el término «excoriación neurótica» para describir la conducta compulsiva de autolesionarse la piel. La primera mención conocida del trastorno de excoriación en la prensa data de 1898, obra del dermatólogo francés Louis-Anne-Jean Brocq, quien describió a una paciente adolescente que presentaba signos de rascarse el acné de forma incontrolable. Aunque la afección se identificó por primera vez en el siglo XIX, aún no se comprende del todo. Gran parte del conocimiento existente sobre el trastorno proviene de encuestas en línea, más que de evaluaciones clínicas presenciales.

## Sociedad y cultura
El trastorno de excoriación ha sido el tema de varios episodios de Obsessed, una serie documental de televisión centrada en el tratamiento de los trastornos de ansiedad. El trastorno de excoriación se muestra como un síntoma de la ansiedad y el TOC de Nina Sayers en la película Cisne Negro.
Durante el concurso Miss América 2021, Miss Alaska 2021, Emma Broyles, destacó su vulnerabilidad y franqueza en redes sociales sobre su trastorno por déficit de atención con hiperactividad y dermatilomanía, así como su experiencia como voluntaria en las Olimpiadas Especiales. Fue coronada Miss América 2022.